# Stolmen
Stolmen är den fjärde största ön i Austevolls kommun i Vestland fylke i västra Norge. Som de flesta andra öar ute mot kusten är ön känd för sina kala klippor, myrar och för lite skog. Högsta punkten på Stolmen heter Såta och är cirka 60 meter hög. Befolkningen är koncentrerad till öns sydöstra delar och öns orter är Våge, Årland, Stangeland, Mølna, Kvalvågen och Valhammar. I januari 2007 hade ön 206 invånare. 
Stolmabron binder samman ön med grannön Selbjørn. 

## Historia
Det har gjorts många arkeologiska fynd på ön från vikingatiden. 
Under andra världskriget var det stor tysk aktivitet på ön. Som mest var över 1 000 tyska soldater stationerade på ön. De bemannade observationsstationer, en radiostation och kustartilleri. 
På 1970-talet fanns det en Deccastation på ön vid Våge.